# Марінін Олег Миколайович
Олег Миколайович Марінін (18 січня 1966) — радянський хокеїст, крайній нападник.

## Біографічні відомості
Вихованець СДЮШОР московського «Динамо» (перший тренер — Юрій Крилов).  Чемпіон СРСР серед молодіжних команд 1984 року. Його партнерами у тому складі були Михайло Шталенков, Андрій Віттенберг, Андрій Вахрушев, Олексій Амелін. Виступав за клуби «Динамо» (Москва), «Динамо» (Харків), «Спартак» (Москва), ЦСКА (Москва) і «Калікс» (Швеція). Майстер спорту СРСР. У вищій лізі провів 127 матчів (31+21), у МХЛ — 54 (9+8).

## Досягнення
- Срібний призер чемпіонату СРСР (2): 1986, 1990

## Статистика
| Сезон               | Клуб                | Ліга                | Регулярний сезон | Регулярний сезон | Регулярний сезон | Регулярний сезон | Регулярний сезон | Плей-оф | Плей-оф | Плей-оф | Плей-оф | Плей-оф |
| Сезон               | Клуб                | Ліга                | І                | Г                | П                | О                | ШХ               | І       | Г       | П       | О       | ШХ      |
| ------------------- | ------------------- | ------------------- | ---------------- | ---------------- | ---------------- | ---------------- | ---------------- | ------- | ------- | ------- | ------- | ------- |
| 1985-86             | «Динамо» (Москва)   | СРСР                | 1                | 0                | 0                | 0                | 0                |         |         |         |         |         |
| 1985-86             | «Динамо» (Харків)   | СРСР-2              | 21               | 3                | 0                | 3                | 0                |         |         |         |         |         |
| 1986-87             | «Спартак» (Москва)  | СРСР                | 34               | 8                | 7                | 15               | 6                |         |         |         |         |         |
| 1987-88             | «Спартак» (Москва)  | СРСР                | 43               | 11               | 9                | 20               | 12               |         |         |         |         |         |
| 1988-89             | «Спартак» (Москва)  | СРСР                | 33               | 11               | 3                | 14               | 20               |         |         |         |         |         |
| 1989-90             | «Спартак» (Москва)  | СРСР                | 9                | 1                | 1                | 2                | 2                |         |         |         |         |         |
|                     | ЦСКА (Москва)       | СРСР                | 7                | 0                | 1                | 1                | 2                |         |         |         |         |         |
| 1991-92             | «Динамо» (Харків)   | СРСР-2              | 49               | 15               | 6                | 21               | 36               |         |         |         |         |         |
| Всього у вищій лізі | Всього у вищій лізі | Всього у вищій лізі | 127              | 31               | 21               | 52               | 42               | 0       | 0       | 0       | 0       | 0       |
| 1992-93             | «Спартак» (Москва)  | МХЛ                 | 35               | 6                | 8                | 14               | 8                | 3       | 2       | 0       | 2       | 0       |
| 1993-94             | «Калікс»            | Division 2          | 23               | 13               | 4                | 17               | 22               |         |         |         |         |         |
| 1995-96             | «Спартак» (Москва)  | МХЛ                 | 14               | 1                | 0                | 1                | 0                | 2       | 0       | 0       | 0       | 0       |